# Famille Marest
 (mars 2017).
Si vous disposez d'ouvrages ou d'articles de référence ou si vous connaissez des sites web de qualité traitant du thème abordé ici, merci de compléter l'article en donnant les références utiles à sa vérifiabilité et en les liant à la section « Notes et références ».
La famille Marest est l'une des riches et notables familles de Laval. 

## Historique

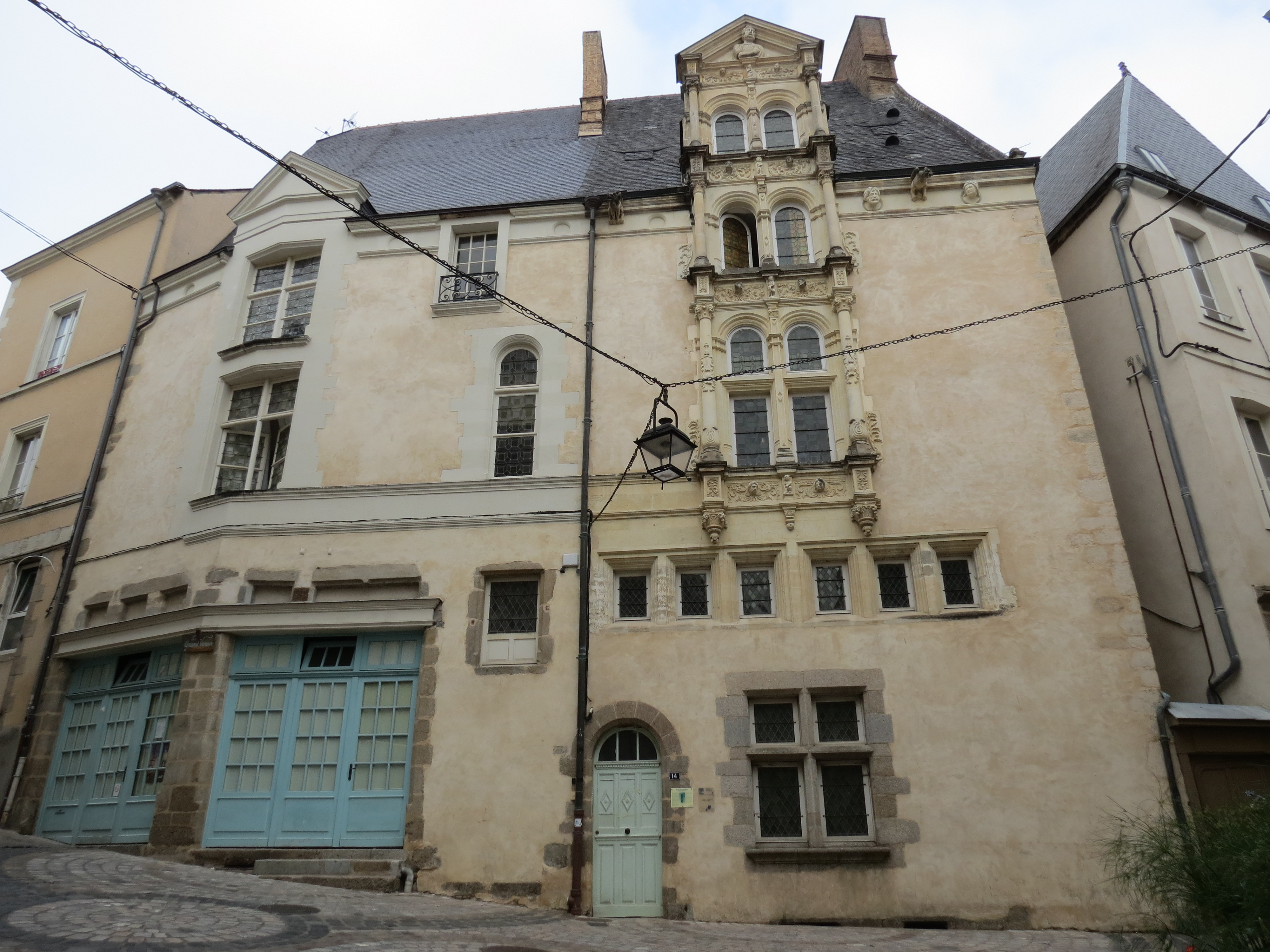
La maison du Grand-Veneur.

Les Marest, d'une famille originaire de Bretagne, s'établirent à Laval dès 1400. On trouve dans la remembrance de la châtellenie de Laval, en 1424, Jean Marest propriétaire d'une maison située dans la Grande-Rue. Ses descendants devinrent bien vite les gentilshommes les plus riches et les plus brillamment alliés de Laval.
La maison du Grand-Veneur est construite à Laval en 1554 pour Jacques Marest, un marchand en textile, sieur de la Hardelière.
Le 20 juin 1614, Jacques Marest, seigneur des Abattants, François Bignon, seigneur de la Croix, lieutenant à Laval, et Pierre Marest, seigneur de la Ragottière, donnèrent aux pères Capucins la pièce de terre nommée Hochebride, pour bâtir leur église : Église des Capucins de Laval. 
Lors de la Fronde, Laval se déclare d'abord pour le parlement. Lors du siège d'Angers, on lui envoie comme députés François Marest, juge civil, Cazet de Grampont et Julien Martin, échevins, pour l'assurer de la soumission de la ville (1652).

## Armes
Les armes de la famille se blasonnent ainsi d'azur semé de coquilles d'argent sans nombre à un lion aussi d'argent lampassé et armé de gueules.[réf. nécessaire]

## Saint-Vigor de Neau

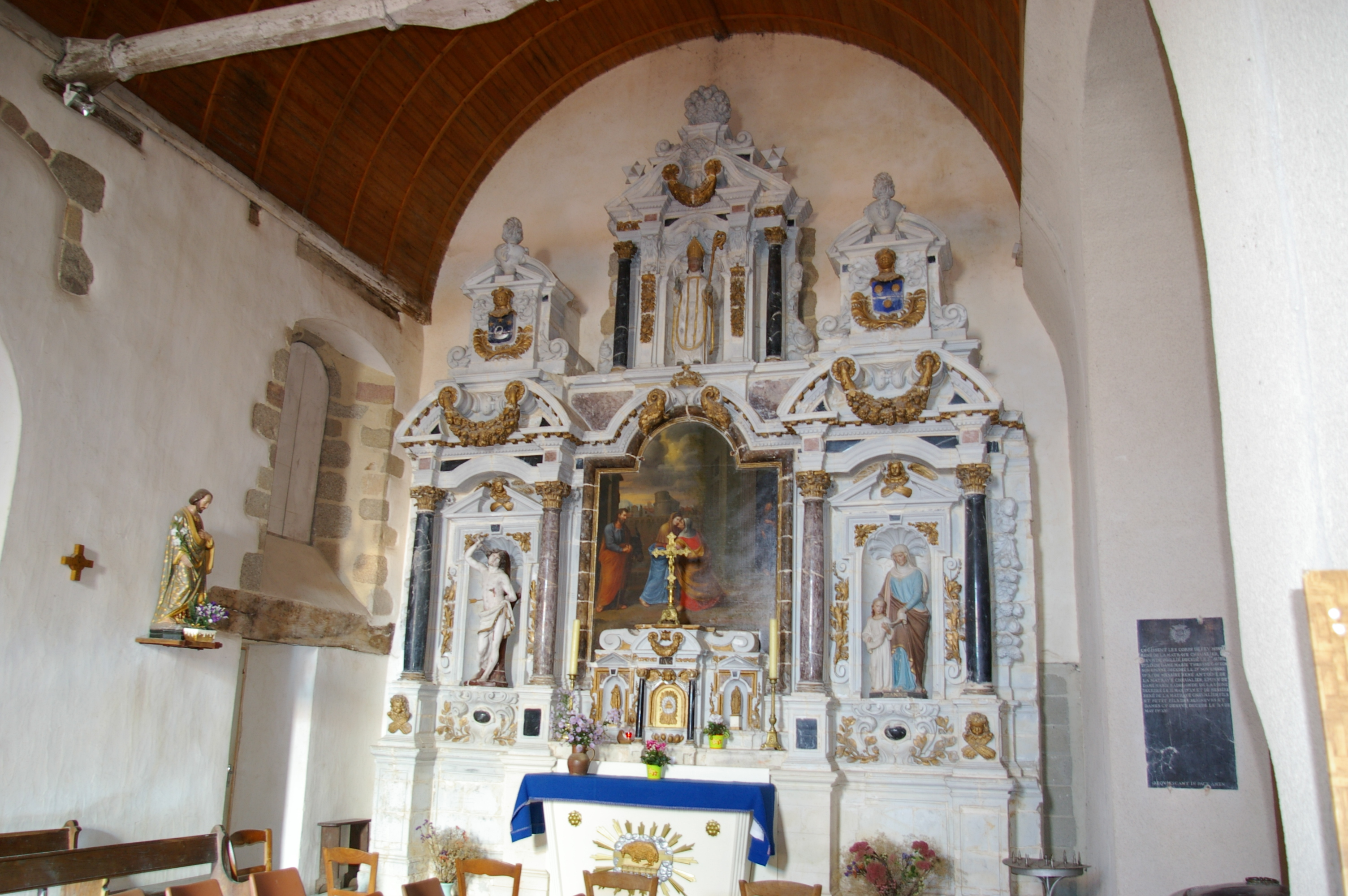
Le retable de l'église Saint-Vigor de Neau.

Il faisait partie de la famille Marest des Abatants, riches commerçants Lavallois. Le Haut- et Le Bas-Abatant sont des fiefs situés à La Bigottière, passés dans la seconde moitié du XVIe siècle de la famille Courtin à la famille Marest de Laval, laquelle en prit le nom. Jacques Marest déclara ne pas prétendre à la qualité d'écuyer, contraire à son état d'ecclésiastique. sur fond d'azur couronnés par des heaumes de chevaliers.
Le maître-autel, daté de 1660, présente des colonnes et des appliques de marbre, et des sculptures de tuffeau. Il fut construit par Michel Langlois, architecte à Laval, d'après un contrat passé le 2 novembre 1659 avec Jacques Marest, sieur des Abatants, prieur de Neau. Né en 1600 à Laval, fils de Jean Marest et d'Anne Ouvrard, sieur des Abatants et de la Ragotière, il démissionne en 1667 et est inhumé à l'église de La Trinité de Laval le 29 septembre 1669.

## Personnalités
- Pierre Marest, conseiller du roi, juge des exempts à Laval de 1627 à 1645, seigneur de la Ragotière et de la Tremblaye. Fils de Jacques Marest IIIe du nom, seigneur de la Ragotière. Il épousa Andrée Chapelet et mourut vers 1653. Le 30 janvier 1627 un arrêt du Parlement, rendu contre les officiers du Mans, maintint Pierre Marest, seigneur de la Ragotière en sa fonction de juge des exempts par appel et pour les cas royaux, en toute l'étendue du comté de Laval et fit défense aux officiers de la justice du Mans de le troubler et de l'en empêcher.
- François Marest, fils du précédent, juge ordinaire et général, civil et criminel du Comté de Laval.  Il épousa Jacquine Fouquet de la Bouchefolière. Il était conseiller au parlement de Bretagne et succéda à Pierre le Clerc de la Manourière. Il fut, dit René Pichot de la Graverie, son digne successeur et son imitateur. Il soutint avec vigueur et zèle l'honneur et les droits de la justice, procura et autorisa le règlement de 1652. Imprimé chez Robert Cormier. Ce règlement contraint les avocats de se présenter à l'audience en robe et en bonnet carré l'entrée leur en était interdite quand ils n'étaient pas revêtus des insignes de leur profession. En parlant ils devaient s'abstenir de toute offense en parole. Iol fit continuer en de justes bornes par l'arrêt de 1653 les prétentions et usurpations du prévost de la Maréchaussée.
- René-François Marest, gouverneur de la ville, du château et des faubourgs de Laval, posséda le Château de la Bouchefolière, sans doute comme héritier de François Marest, qui avait épousé, en 1651, Jacquine Fouquet, fille de Christophe Fouquet ; ses affaires subirent de graves dérangements ; sa femme[1], Jeanne de la Porte, fille de René de La Porte racheta sur lui la Bouchefolière, le 20 novembre 1728 ; les créanciers firent opposition, 1730 ; puis, à sa mort, en 1744, la famille renonça à sa succession. Jeanne de la Porte donna son argenterie à Mme de Gencian, sa sœur, à Mme de Montecler, à Mme Coustard du Plessis et à M. Hardy de Lévaré[1].
- Jean Marest, écuyer, seigneur de la Tremblaie, de Lucé, conseiller du roi en l'élection de Laval et capitaine gouverneur de Laval, grands-maîtres des eaux et forêts du Comté de Laval. Il remplissait en même temps les fonctions de capitaine du château de Laval et de celui de Saint-Ouën[2].  Il était fils de René Marest, écuyer, officier de la maison du roi, seigneur de la Hardelière, de Lucé, de Rancon et de  Charlotte Le Meignan. Il épousa Marthe Pitard, n'eut qu'une fille mariée à Urbain le Clerc, écuyer, seigneur du Genetay, en Morannes, et mourut en 1674. Charles Maucourt de Bourjolly indique que « Le seigneur de Lucé et le comte de Montécler ont successivement eu la qualité de lieutenant du roi pendant la vie de M. Henri de la Trémoïlle successeur de Guy XX mais parmi leurs fonctions, la plus  ponctuelle a été de plaire au dit seigneur de la Trémoille qui avait consenti leur établissement et pour reconnaissance de leur soumission leur avait généreusement donné son petit ou nouveau château pour leur habitation. » Ce fut Jean Marest qui en 1652 reçut la princesse de Tarente, Emilie de Hesse-Cassel, lorsqu'elle vint à Laval.
- Pierre-Gabriel Marest, né le 14 octobre 1662 à Laval et mort le 15 septembre 1714 à Kaskaskia (Pays des Illinois), est un prêtre jésuite français, missionnaire au Canada.
- Joseph Jacques Marest, frère du précédent, né le 19 mars 1653 à Laval  et mort en octobre 1723 à Montréal, est un prêtre jésuite français, missionnaire au Canada.

## Pour approfondir